# Kisaka Kikuzō
Kisaka Kikuzō (jap. 木坂 規矩三) war ein japanischer Fußballspieler.

## Nationalmannschaft
1923 debütierte Kisaka für die japanische Fußballnationalmannschaft. Kisaka bestritt zwei Länderspiele. Mit der japanischen Nationalmannschaft qualifizierte er sich für die Far Eastern Championship Games 1923.